# 近春园

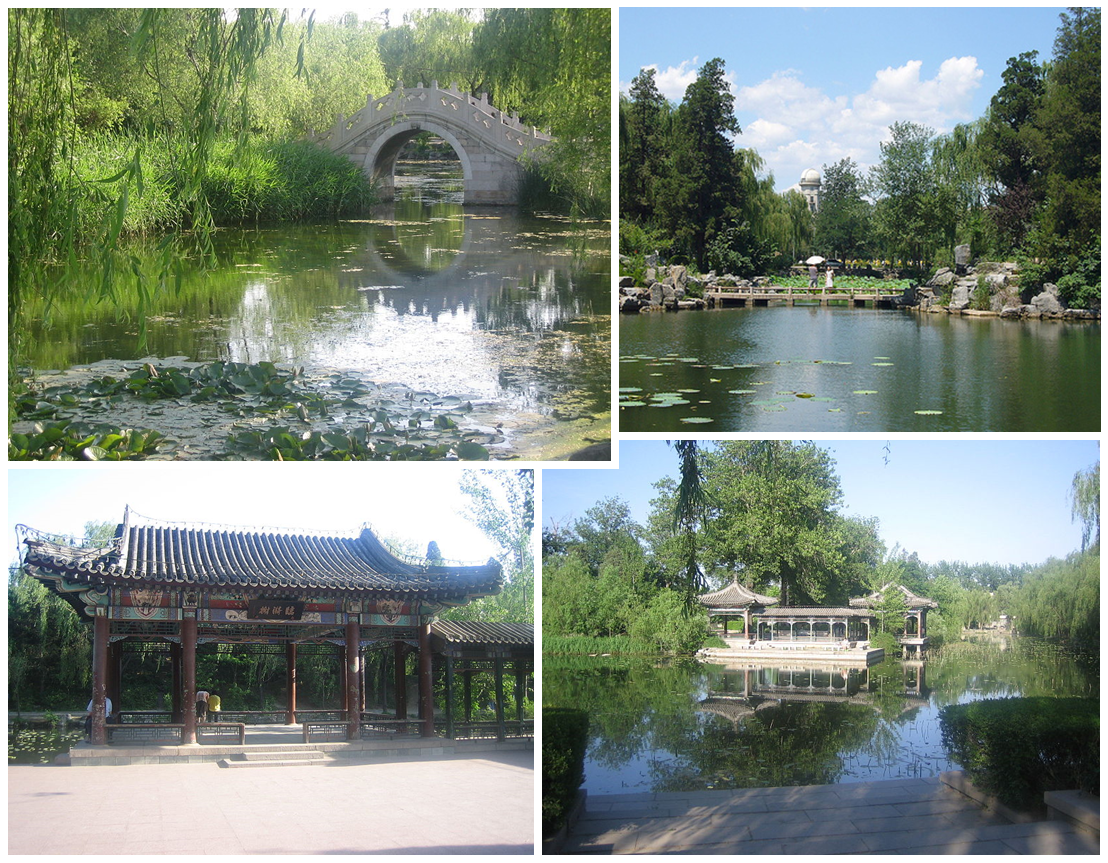
近春园

近春园是清朝皇家园林，现位于清华大学校内。

## 历史

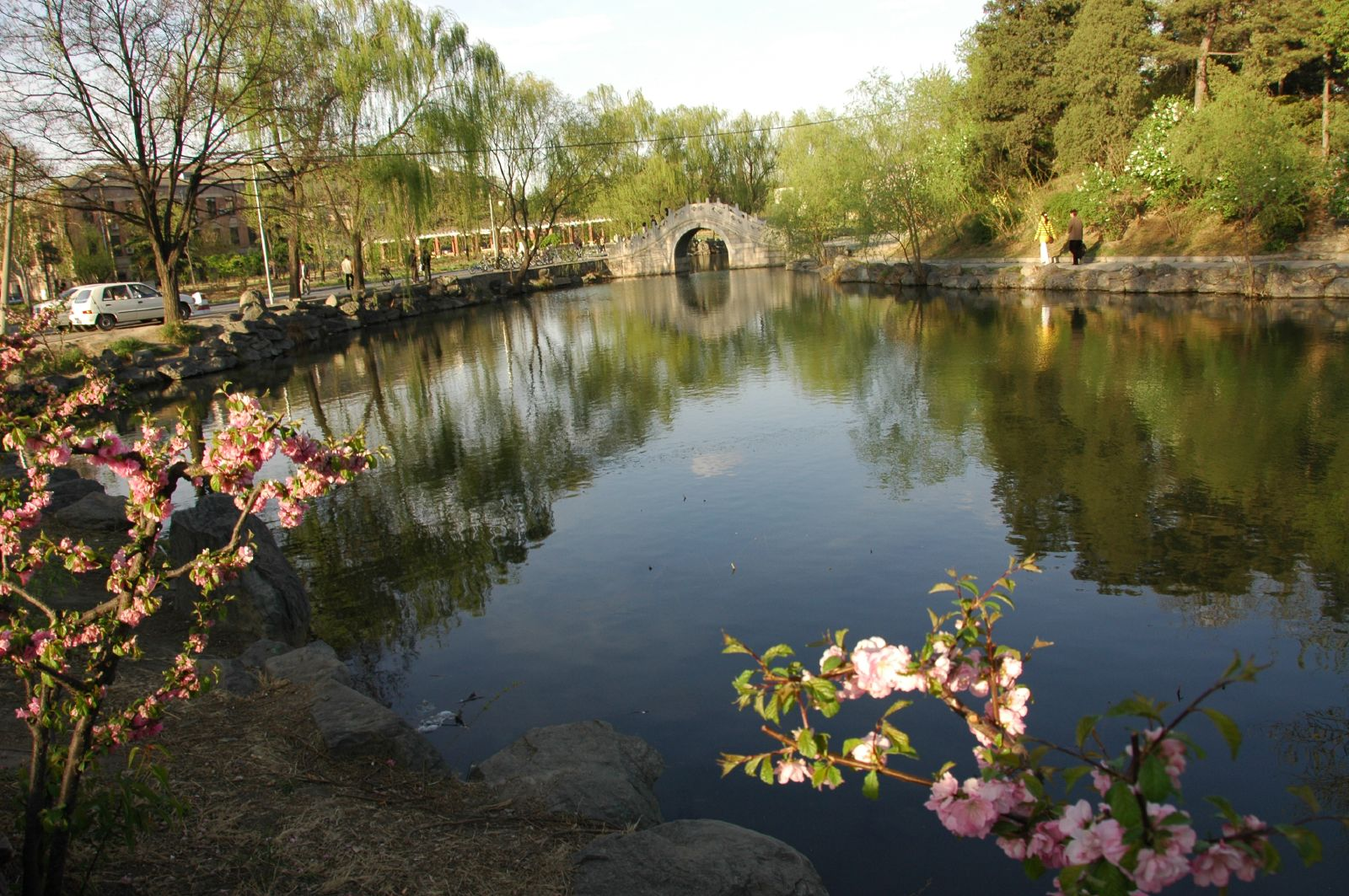
石桥

近春园原为清咸丰皇帝做皇子时的旧居，原为康熙皇帝的熙春园的中心地带，属于“圆明五园”之一。
清朝道光二年（1822年），熙春园分为东西两园，工字厅以西部分称春泽园（后更名近春园），以东称为涵德园，近春园授予皇四弟瑞亲王绵忻，俗称为“四爷园”。近春园园志上写着：“水木清华，为一时之繁囿胜地。”
咸丰十年（1860年），英法联军入侵北京，火烧圆明园、长春园等，近春园遭到部分破坏，但核心区完好。1874年1月（同治十二年底），为庆祝慈禧四十大寿與重修圆明园，且因為经费不足以支付从新疆运送材料的运费，决定拆毁近春园200余殿宇，将石材用于圆明园的修缮。但拆毁近春园后由于太平天国运动，清朝国力衰微，重修圆明园计划被搁置，从此近春园沦为“荒岛”达120余年。
1913年近春园并入清华大学校区，统称清华园。1979年，清华大学重修荒岛上原有的建筑，成为近春园遗址公园。1982年，为纪念朱自清的著名散文《荷塘月色》，在荒島上興建了「荷塘月色亭」。

## 景观

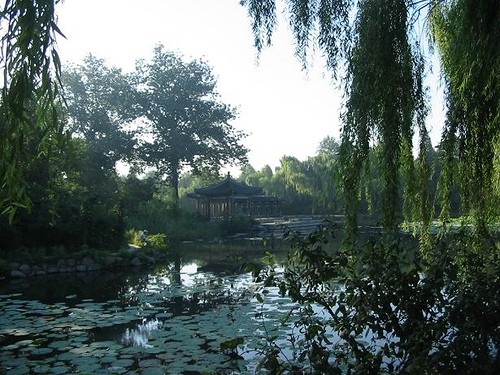
近春园荷塘

近春园荷塘是清华园水系两湖一河之一（水木清华荷花池、近春园荷塘和万泉河）。朱自清教授的名篇《荷塘月色》中的荷塘就是指这里：

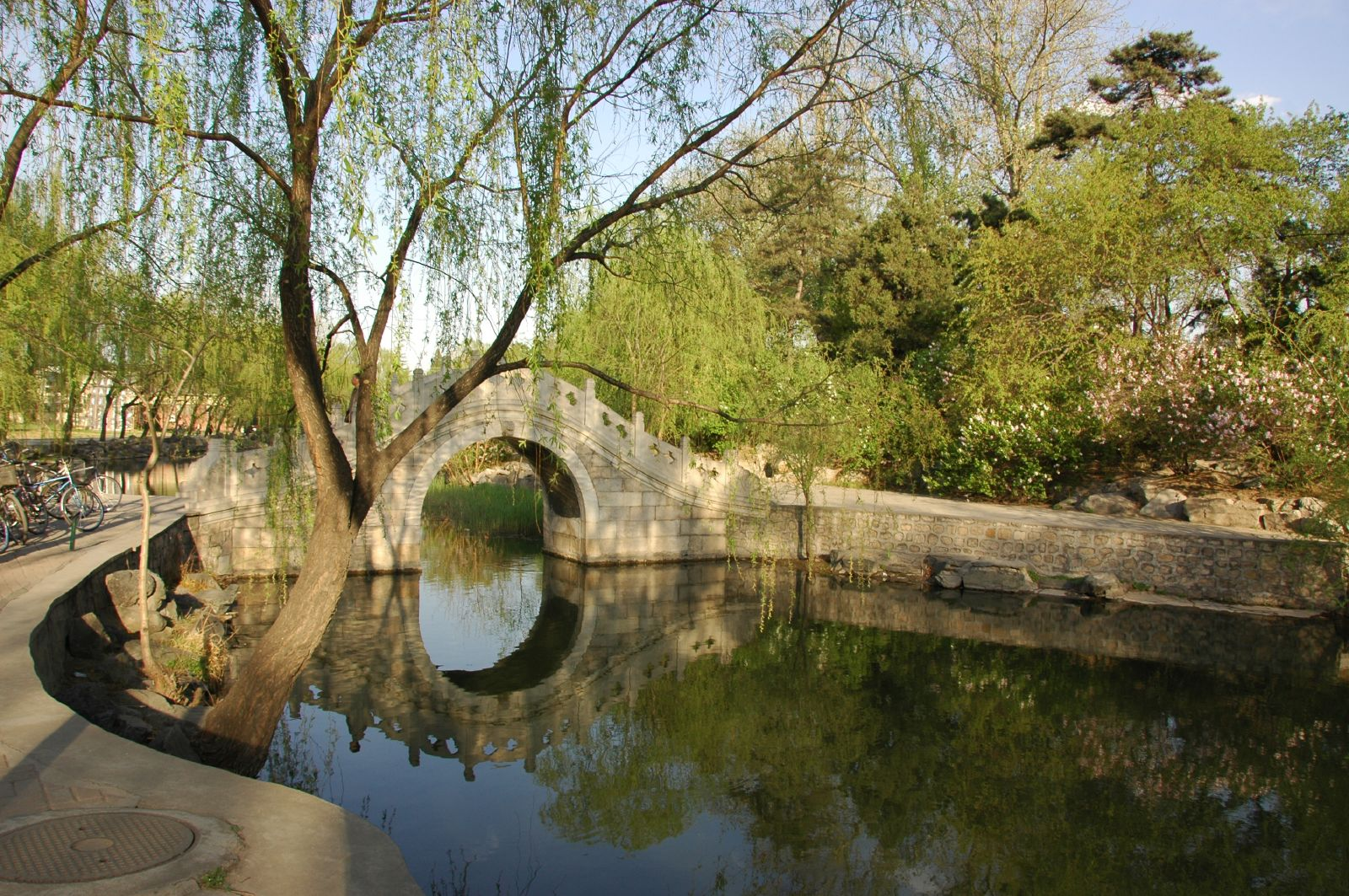
石桥

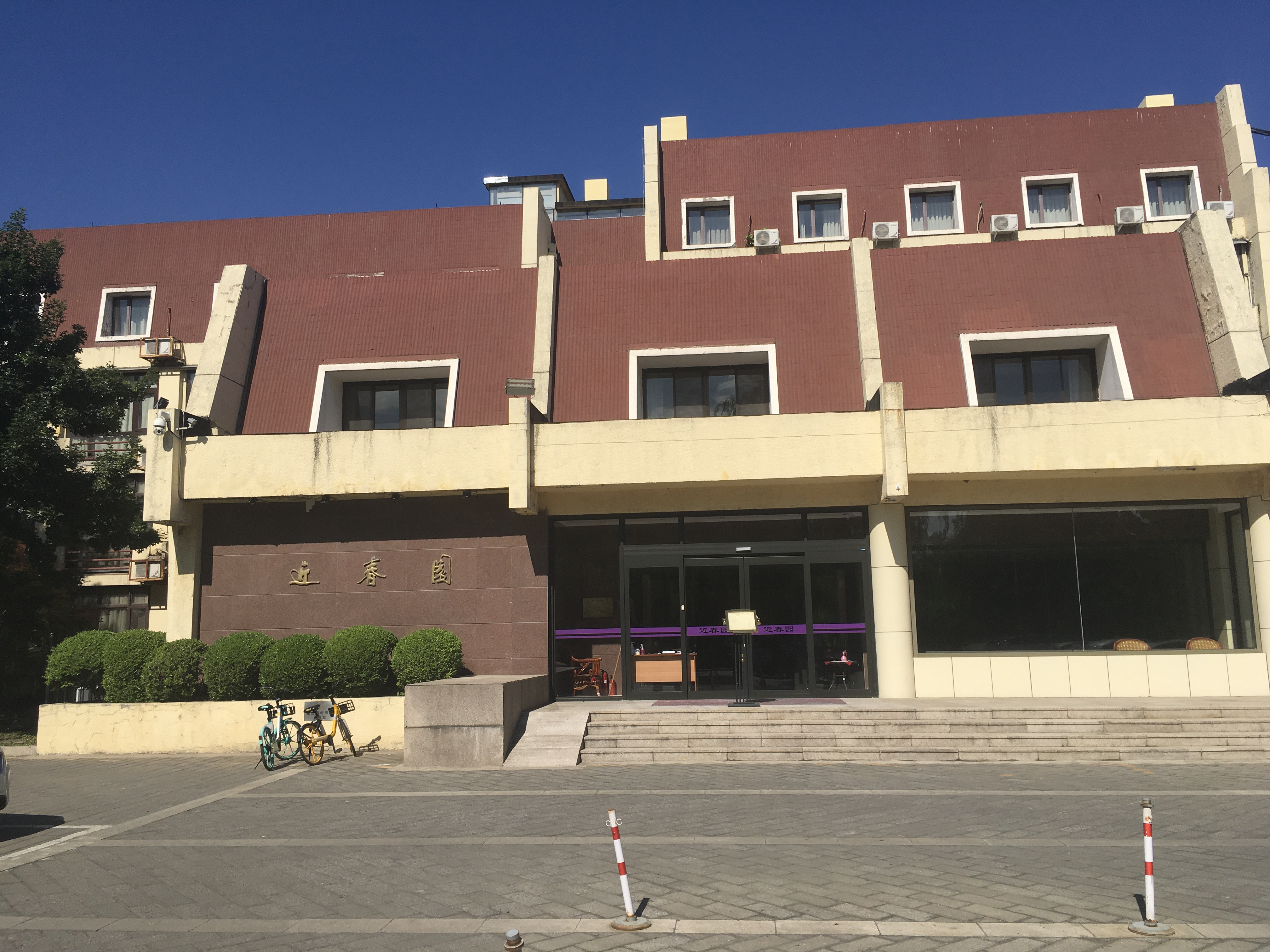
近春园樓

月光如流水一般，静静地泻在这一片叶子和花上。薄薄的青雾浮起在荷塘里。叶子和花仿佛在牛乳中洗过一样；又象笼着轻纱的梦……

### 荒島
近春园景点的核心景观是被一诺大荷塘包围的一座岛，此岛在西北侧通过一座汉白玉拱桥与岸边相连，岛东南侧另有一短桥“莲桥”。岛上有高低的山丘和树林掩映，建有“荷塘月色亭”、纪念吴晗先生的“晗亭”与吴晗先生雕像，并有近春园遗址纪念石碑。岛上还陈列着1979年重修荒岛时发掘出的少量近春园残垣与残存的石窗与门券。岛西南侧有一古式长廊“临漪榭”，是仿原有同名建筑旧制修复，按清宫法式，歇山起脊，金线苏彩，也是近春园内唯一象征性的遗址修复。

### 荷塘
近春园荷塘因散文名篇《荷塘月色》而闻名，1927年夏，居于附近的朱自清先生漫步于荷塘西北角，写下《荷塘月色》一文。现在岛上建有“荷塘月色亭”以资纪念，亭内有朱自清先生手迹。但许多人常误将“水木清华”处的荷塘误认为是《荷塘月色》中的荷塘，这也是“清华四怪”之一：“两处荷塘争月色”。